# Kursrisiko
Unter Kursrisiko versteht man in der Finanzwirtschaft die Gewinnchancen und Verlustgefahren, die aus Kurs- oder Preisschwankungen bei Finanzprodukten oder Handelswaren (Commodities) innerhalb eines bestimmten Zeitraumes resultieren können. Das Kursrisiko ist eine spezielle Unterart des Preisrisikos und im Bankwesen ein Marktrisiko, das aus der Gefahr besteht, dass Kursänderungen (Preisänderungen) von Wertpapieren, Devisen, Sorten oder Edelmetallen eintreten und zu Verlusten führen können.

## Allgemeines
Voraussetzung für ein Kursrisiko ist stets, dass im Zeitraum zwischen Ankauf und Verkauf eines Finanzprodukts oder von Handelswaren (wie etwa Rohstoffen) deren Kurs oder Preis Schwankungen unterliegen kann. Deshalb ist ein Kursrisiko nur vorhanden, wenn Kurse oder Preise nicht konstant bleiben, sondern innerhalb eines bestimmten Zeitraumes Angebots- und Nachfrageschwankungen unterliegen. Das Kursrisiko ist abhängig vom Zeitraum zwischen Ankauf und Verkauf und der Volatilität des Marktes. Es nimmt also zu, je größer der Zeitraum zwischen Kauf und Verkauf ist, je stärker die Kursschwankungen ausfallen oder je enger ein Markt ist. Das Kursrisiko kann aus Planungssicht auch als Abweichung des realisierten Kurses vom berechneten Kurs am Planungshorizont definiert werden, aus pagatorischer Sicht führen Kurs- oder Preisveränderungen zu Gewinnen oder Verlusten. Wenn die Eingehung von Kursrisiken nicht zum Betriebszweck eines Unternehmens gehört, sind sie dem außerordentlichen Ertrag bei Kursgewinnen (§ 275 Abs. 2 Nr. 15 HGB) oder dem außerordentlichen Aufwand bei Kursverlusten (§ 275 Abs. 2 Nr. 16 HGB) zuzuordnen.

## Kursrisiko bei Arbitrage und Spekulation
Bei der Arbitrage sind die Transaktionen auf einen bestimmten Zeitpunkt bezogen, so dass Ankaufs- und Verkaufskurse sicher sind. Dadurch sind bei Arbitragen Kursrisiken ausgeschlossen. Da eine Spekulation hingegen regelmäßig zeitraumbezogen ist, kann es hierbei zu Kursrisiken kommen. Sie entstehen aus der Ungewissheit des weiteren Kursverlaufs in der Zukunft.
Auf spekulativen Märkten werden Rohstoffe oder Finanzprodukte auch von Spekulanten zum Zwecke der Spekulation erworben, so dass hier ein höheres Preis- und Kursrisiko für die Marktteilnehmer besteht. Aber auch bereits das Schwankungsrisiko auf weniger spekulativen Märkten reicht aus, um den Marktteilnehmern zu Risikobewusstsein beim Kursrisiko zu verhelfen. In einer Umfrage erklärten fast alle befragten deutschen Unternehmen (96 %), dass sie von Schwankungen der Währungskurse betroffen seien. Während die Mehrzahl von 45 % der befragten Großunternehmen die Bedeutung des Wechselkursrisikos als bedeutend einstufte, bezeichneten 50 % der mittelständischen Unternehmen dieses Risiko als mittel. Insgesamt sichern sich demnach 95,8 % der Unternehmen gegen Wechselkursrisiken ab.

## Kursrisiken bei einzelnen Finanzprodukten und Handelswaren
Ob und inwieweit Kursrisiken eintreten können, hängt vom jeweiligen Finanzprodukt ab. Zunächst werden die in Euro denominierten Finanzprodukte aufgeführt.
| Finanzprodukt                                                                                        | Kurs-/Preisrisiko ja/nein | Bemerkungen |  |
| --- | ------------------------- | --- |  |
| Sichteinlagen, Termingelder, Spareinlagen                                                            | nein                      | keine Kurse oder Preise vorhanden                                                                                  |  |
| Schuldverschreibungen                                                                                | nein ja                   | wenn sie bis zur Fälligkeit gehalten werden wenn sie während der Laufzeit verkauft werden                          |  |
| Aktien, Wandelanleihen, Genussscheine, Optionsanleihen, Investmentfonds, Geldmarktfonds, Rentenfonds | ja                        | es besteht ein Kursrisiko, Totalverlust möglich                                                                    |  |
| Devisen, Sorten, Edelmetalle                                                                         | ja                        | es besteht ein (Wechsel-)Kursrisiko, Totalverlust möglich                                                          |  |
| Alle Anlageformen in Fremdwährung                                                                    | ja                        | Kursrisiko resultiert mindestens aus dem Wechselkursrisiko, Totalverlust möglich                                   |  |
| Forderungen aus dem Export in Fremdwährung Verbindlichkeiten aus dem Import in Fremdwährung          | ja ja                     | es besteht ein (Wechsel-)Kursrisiko und ein Länderrisiko, Totalverlust möglich es besteht ein (Wechsel-)Kursrisiko |  |
| |                           | |  |

## Kursrisiken bei Nichtbanken
Die Kursrisiken aus Finanzprodukten im Besitz von Nichtbanken ergeben sich aus obiger Tabelle. Resultieren diese Kursrisiken aus Anlageberatung, so kann das Ausmaß der Risiken einer bestimmten Risikoklasse zugeordnet werden, der die beratenen Kunden durch Einstufung des Kreditinstituts angehören. Sind Fremdwährungen involviert, gehört das Kursrisiko neben dem Paritätsänderungsrisiko zu den so genannten Valutarisiken. Das Kursrisiko (Währungsrisiko) ist hierbei die Möglichkeit eines Verlustes als Folge von Wechselkurs- oder Paritätsänderungen.
Dabei betrifft das Kursrisiko außerhalb der Finanzprodukte auch Exporteure wie Importeure, deren Forderungen oder Verbindlichkeiten in fremder Währung bestehen. Der Exporteur trägt das Kursrisiko, wenn er sich bereiterklärt, zu einem späteren Zeitpunkt die Zahlung in fremder Währung entgegenzunehmen und ein Importeur, wenn er sich verpflichtet, zu einem späteren Zeitpunkt in Fremdwährung zu zahlen. Außerdem trifft den Exporteur bei Forderungen in Fremdwährung ein Länderrisiko, gegen das er sich durch eine Exportkreditversicherung schützen kann. In der Bilanz sind Rückstellungen für Kursrisiken bei Fremdwährungskrediten zu bilden. Bereits der RFH hatte im Februar 1925 entschieden, dass der Überhang von Forderungen und Verbindlichkeiten in einer Fremdwährung zu bewerten ist. Nach dem Imparitätsprinzip des § 252 Abs. 1 Nr. 4 erster Halbsatz HGB müssen (latente) Kursverluste bereits dann ausgewiesen werden, wenn sie zu erwarten sind, latente (nicht realisierte) Kursgewinne dürfen hingegen nicht gezeigt werden.

## Kursrisiken im Bankwesen
Die Eingehung von Kursrisiken gehört bei Kreditinstituten zum Betriebszweck. Kursrisiken zählen zu den Finanzrisiken und werden von Kreditinstituten ausschließlich im Eigenhandel getragen. Sie können nur entstehen, wenn eine offene Position durch Aktiv- oder Passivüberhang in einem Finanzprodukt vorliegt. Das Kursrisiko gehört nach den MaRisk konkret zu den Markt(preis)risiken:
- Kursrisiken
- Zinsänderungsrisiken
- Währungsrisiken und
- Marktpreisrisiken aus Warengeschäften.

Markt(preis)risiken sind Verlustrisiken aus Marktpreisschwankungen. Darunter fallen Aktienkurs-, Währungs-, Zins- und Rohstoffrisiken.
Dabei wird aufsichtsrechtlich bei zins- und aktienkursbezogenen Positionen zwischen dem allgemeinen und dem besonderen Kursrisiko unterschieden. Das in der Kapitalmarkttheorie als systematisches Risiko bekannte allgemeine Marktrisiko (englisch general market risk) ist die Wertveränderung eines Finanzinstruments infolge marktinduzierter Kursänderungen (etwa Zinsniveau, Konjunktur). Ein besonderes Kursrisiko (englisch specific risk; unsystematisches Risiko) hat dagegen bonitätsbedingte Kursänderungen (Emittentenrisiko) oder produktspezifische Risiken zur Ursache.
- Bei einer Aktie liegt das allgemeine Marktrisiko in generellen Veränderungen des Aktienmarktes oder der Branche, das besondere Marktrisiko beruht auf Umständen, die dem die Aktie emittierenden Unternehmen zuzuschreiben sind.
- Bei Zinsen liegt das allgemeine Marktrisiko in allgemeinen Veränderungen der Zinsstruktur, das besondere Risiko beruht auf Bonitätsänderungen des Schuldners (default risk).[7]

Die Ermittlung der Eigenkapitalunterlegung für Positionen mit Kursrisiken erfolgt im Anlagebuch analog zum Handelsbuch.

### Regulierung des Aktienkursrisikos
In den Anrechnungsbetrag für Handelsbuchpositionen kommen nur vorab saldierte Positionen in gleichen Wertpapieren. Die Nettoposition ist der Saldo aus gegenläufigen Positionen.
Aktiennettoposition:
- in Kassa-, Termin- und Optionsgeschäfte bestehenden Ansprüche und Verpflichtungen
- Derivate Geschäfte (weitgehend entsprechend und gegenläufig), soweit zur Zinsnettoposition zurechenbar.

### Vorgehensweise bei Korrelation

#### Allgemeines Kursrisiko
Für das allgemeine Kursrisiko wird die Annahme getroffen, dass im nationalen Markt alle Aktien gleich von der allgemeinen Marktbewegung betroffen sind. Entsprechend wird saldiert. Der verbliebene Saldo ist dann mit 8 % zu unterlegen (Best Case Methode). Problem: Unterlegung von risikolosen Positionen und keine Unterlegung von riskanten Positionen kann je nach eingenommener Long/Short-Position vorkommen.

#### Besonderes Kursrisiko
Besonderes Kursrisiko ist mit 4 % zu unterlegen (unabhängig ob short oder long). Bei hochdifferenzierten Portfolios wird ein Abschlag von 50 % auf den Anrechnungssatz gewährt. Damit wird berücksichtigt, dass das systematische Risiko in hoch diversifizierten Portfolios abnimmt.

## Regulierung des Anleihekursrisikos
Möglichkeiten zur Begrenzung von besonderen Kursrisiken sind Stop-loss-orders.
Unternehmen, die zum Handel mit Aktien, Anleihen etc. durch die BAFin (Bundesanstalt für Finanzdienstleistungsaufsicht) zugelassen sind, müssen ihre (nicht professionellen) Kunden auf das mögliche Kursrisiko hinweisen, da sie ansonsten bei Verlustgeschäften – gemäß Urteil des BGH in Haftung genommen werden können.

## Kurssicherung
Gegen Kursrisiken kann sich jedermann absichern. Diese Absicherung von Kursrisiken wird Hedging genannt. Kursrisiken können im Rahmen des Hedging durch Kurssicherungsgeschäfte (Termingeschäfte, Futures, Options), Glattstellung oder Covering offener Positionen (bei Banken im Anlage- oder Handelsbuch) vermieden werden. Im Rahmen des Risikomanagements werden meist nur jene Kursrisiken abgesichert, für die eine negative Kursentwicklung erwartet wird; ansonsten wird das Verlustrisiko in Kauf genommen, da die Chance eines Kursgewinns höher eingeschätzt wird. Ein wesentliches Mittel zur Behandlung von Kursrisiken ist Risikostreuung durch Diversifikation.